# Cantonul Neuilly-le-Réal
Cantonul Neuilly-le-Réal este un canton din arondismentul Moulins, departamentul Allier, regiunea Auvergne, Franța.

## Comune
- Bessay-sur-Allier
- Chapeau
- La Ferté-Hauterive
- Gouise
- Mercy
- Montbeugny
- Neuilly-le-Réal (reședință)
- Saint-Gérand-de-Vaux
- Saint-Voir